# Poul Søgaard
Poul Søgaard født Poul Pedersen (født 12. november 1923 i Dalum, død 12. december 2016) var en dansk politiker (Socialdemokraterne), der var forsvarsminister i fire af Anker Jørgensens regeringer.

## Liv og karriere
Søgaard blev født den 12. november 1923 på Carl Baggers Alle 51 i Dalum Sogn. Han var søn af den ugifte ekspedient Magda Kirstine Marie Simonsen (f. 1896) og Jens Marinus Pedersen (f. 1880) fra Esbjerg. Ifølge kirkebogsnotatet for Poul Søgaards fødsel opholdt hans mor sig i Esbjerg ti måneder før fødslen. Efter fødslen kom Søgaard i pleje hos papirarbejder Johannes Christian Søgaard (1875-1955) og Anna Petersen (1884-1962). Han skiftede i oktober 1944 navn fra Pedersen til Søgaard.
Søgaard blev politisk aktiv som 16-årig, da han meldte sig ind i Socialdemokratiet. Siden var han blandt andet lokalpolitiker i Odense, folketingsmedlem og minister; han var dansk forsvarsminister i fire regeringer: regeringen Anker Jørgensen II fra 1. oktober 1977 til 30. august 1978, regeringen Anker Jørgensen III fra 30. august 1978 til 26. oktober 1979, regeringen Anker Jørgensen IV fra 26. oktober 1979 til 20. januar 1981 og sidst regeringen Anker Jørgensen V fra 20. januar 1981 til 10. september 1982. 
Søgaard blev i 1946 gift med Rita Ruth Nielsen.